# 제트 에어웨이스의 운항 노선
제트 에어웨이스는 다음과 같은 노선을 운항하고 있다.(2012년 12월 기준)

## 운항 노선

### 아시아

#### 동아시아
- 홍콩
  - 홍콩 - 홍콩 첵랍콕 국제공항

#### 동남아시아
- 싱가포르
  - 싱가포르 - 싱가포르 창이 국제공항
- 태국
  - 방콕 - 수완나품 국제공항

#### 남아시아
- 네팔
  - 카트만두 - 트리부반 국제공항
- 스리랑카
  - 콜롬보 - 반다라나이케 국제공항
- 방글라데시
  - 다카 - 샤잘랄 국제공항
- 인도
  - 델리
    - 인디라 간디 국제공항 제2 허브
    - 고아 주
      - 바스코 다가마 - 다보림 공항

    - 구자라트 주
      - 아메다바드 - 사르다르 발라바이 파텔 국제공항
      - 부지 - 부지 공항
      - 바도다라 - 하니 공항

    - 라자스탄 주
      - 우다이푸르 - 마하라나 프라타 공항
      - 자이푸르 - 산가르 공항
      - 조드푸르 - 조드푸르 공항

    - 마디아프라데시 주
      - 보팔 - 라자부지 공항
      - 인도르 - 데비 아힐야벨 홀카르 공항
      - 카주라호 - 카주라호 공항

    - 마하라슈트라 주
      - 뭄바이 - 차트라파티 시바지 국제공항 허브
      - 나그푸르 - 빔라오 람지 암베드카르 국제공항
      - 푸네 - 푸네 국제공항
      - 아우랑가바드 - 아우랑가바드 공항

    - 비하르 주
      - 파트나 - 로크 나야크 자야프라카시 공항

    - 서벵골 주
      - 콜카타 - 네타지수바시 찬드라 보스 국제공항 제2 허브
      - 바그도라 - 바그도라 공항

  - 안다만 니코바르 제도
    - 포트블레어 - 비나 다보야크 사바야크 공항
    - 안드라프라데시 주
      - 하이데라바드 - 라지브 간디 국제공항
      - 라자문드리 - 라자문드리 공항
      - 비사카파트남 - 비사카파트남 공항

  - 아삼 주
    - 가우하티 - 로크푸리야 고피나 보도로 국제공항
    - 조르하트 - 조르하트 공항
    - 우타라칸드 주
      - 데라둔 - 조이그랜트 공항

    - 우타르프라데시 주
      - 바라나시 - 바바트푸르 공항

    - 자르칸드 주
    - 잠무카슈미르 주
      - 레 - 쿠쇼크 바쿨라 림포첸 공항
      - 스리나가르 - 쉼크 울 아람 공항

    - 찬디가르
      - 찬디가르 공항

    - 차티스가르 주
      - 라이푸르 - 마나 공항

    - 카르나타카 주
      - 망갈로르 - 망갈로르 국제공항
      - 벵갈루루 - 벵갈루루 국제공항

    - 케랄라 주
      - 고치 - 코친 국제공항
      - 트리반드룸 - 트리반드룸 국제공항

    - 타밀나두 주
      - 첸나이 - 첸나이 국제공항 제2 허브
      - 마두라이 - 마두라이 공항
      - 코임바토르 - 코임바토르 공항
      - 티루치라팔리 - 티루치라팔리 공항

    - 펀자브 주
      - 암리차르 - 수르 구르람 다스지 국제공항

#### 서남아시아
- 바레인
  - 마나마 - 바레인 국제공항
- 사우디아라비아
  - 리야드 - 킹 칼리드 국제공항
  - 제다 - 킹 압둘아지즈 국제공항
  - 담맘 - 킹 파드 국제공항
- 아랍에미리트
  - 아부다비 - 아부다비 국제공항
  - 두바이 - 두바이 국제공항
  - 샤르자 - 샤르자 국제공항
- 오만
  - 무스카트 - 무스카트 국제공항
- 카타르
  - 도하 - 뉴도하 국제공항
- 쿠웨이트
  - 쿠웨이트 시티 - 쿠웨이트 국제공항

### 유럽

#### 서유럽
- 영국
  - 런던 - 런던 히드로 국제공항
  - 맨체스터 - 맨체스터 공항
  - 버밍엄 - 버밍엄 공항
- 프랑스
  - 파리 - 파리 샤를 드 골 국제공항
- 네덜란드
  - 암스테르담 - 암스테르담 스키폴 국제공항 국제선 허브

### 아메리카

#### 북아메리카
- 캐나다
  - 토론토 - 토론토 피어슨 국제공항

## 과거 취항지

### 아시아

#### 동아시아
- 중화인민공화국
  - 상하이 - 상하이 푸동 국제공항

#### 동남아시아
- 말레이시아
  - 쿠알라룸푸르 - 쿠알라룸푸르 국제공항
- 베트남
  - 호치민 시 - 떤선녓 국제공항

#### 남아시아
- 인도
  - 부바네스와르 - 비주 판타닉 국제공항
  - 디우 - 디우 공항
  - 란치 - 비사문다 공항
  - 바브나가르 - 바브나가르 공항
  - 비자야와다 - 비자야와다 공항
  - 아가르탈라 - 아가르탈라 공항
  - 티루파티 - 티루파티 공항
  - 포르반다르 - 포르반다르 공항

### 아프리카

#### 남아프리카
- 남아프리카 공화국
  - 요하네스버그 - OR 탐보 국제공항

### 유럽

#### 서유럽
- 벨기에
  - 브뤼셀 - 브뤼셀 국제공항 국제선 허브

#### 남유럽
- 이탈리아
  - 밀라노 - 밀라노 말펜사 국제공항

### 아메리카

#### 북아메리카
- 미국
  - 뉴욕 - 존 F. 케네디 국제공항
  - 뉴어크 - 뉴어크 리버티 국제공항
  - 샌프란시스코 - 샌프란시스코 국제공항